# Daniel Berta
Daniel Berta, född 26 november 1992, är en svensk tennisspelare från Helsingborg. År 2009 blev han förste svensk att vinna juniorklassen i Franska öppna på 25 år.

## Karriär
Berta är fostrad i Helsingborgsklubben IS Götas tennissektion och blev uppmärksammad redan som mycket ung. Redan vid 11 års ålder hade han spelat i flera internationella tävlingar och sponsrades av ett större sportföretag. År 2006 tilldelades han ett stipendium av Stefan Edberg och bytte 2007 klubb till Helsingborgs Tennisklubb. I början av 2009 nådde Berta tredje omgången i Australian Opens juniorturnering.
På grund av skadeproblem bland de svenska elitspelarna togs Berta (då 16 år gammal) ut i den femmannatrupp som representerade Sverige i Davis cupmatchen mot Israel 6–8 mars 2009, dock utan att spela. Vid samma tid ansåg Svenska Tennisförbundet att Berta borde flytta till Stockholm och tennisakademin Team Catella för att få bättre träning. Helsingborgs TK var dock tveksamma då flera av klubbens tidigare talanger varit missnöjda med flytten, men förbundet hotade med att dra in klubbens talangstöd. Man kom dock fram till kompromissen att Berta stannar i Helsingborg för att vid tillfällen åka till Stockholm och träna med andra elitspelare.
Den 5 juni 2009 besegrade Berta finländaren Henri Laaksonen i semifinalen av Franska öppnas juniorturnering, han var redan efter sin kvartsfinalvinst den förste svensk på sju år att nå semifinal i en grand slam-juniorturnering i singel. Den senaste var Robin Söderling som nådde final i US opens juniorturnering 2002. I finalen mötte Berta fransmannen Gianni Mina, som han besegrade med 2–1 i set (6–1, 3–6, 6–3). Han blev därmed förste svensk att vinna juniorklassen i Franska öppna på 25 år och den första svenska juniorspelaren att vinna en Grand-Slam sedan 1996, då Björn Rehnquist segrade i Australian Open. Efter segern gick Berta från en 24:e plats i Internationella tennisförbundets ranking för juniorer (1 juni 2009) till en tredje plats.
Framgången i Paris ledde till att han några veckor senare fick ett wild card till ATP-turneringen i s'Hertogenbosch, där hans första ATP-match i karriären dock slutade med förlust. Han fick också ett wild card till Swedish open i Båstad, men slogs också där ut i första omgången. Han lyckades dock i september ta sina första ATP-poäng för seniorer genom två vinster i en futureturnering i Falun och vann i oktober en match i en turnering i Seoul. Vid samma tid bytte Berta klubb till Lidköpings TK, till stor del på grund av att pojklandslagets ansvarige, Carl-Julius Demburg, flyttat dit. Vid slutet av 2009 rankades Berta som världsetta bland juniorerna.
På grund av återkommande skadebekymmer avslutade Berta sin karriär 2013.